# Priolepis triops
Priolepis triops és una espècie de peix de la família dels gòbids i de l'ordre dels cipriniformes que es troba a Fidji, les Illes de la Societat i Tonga.